# Le Couronnement de la Vierge (Le Greco)
Pour les articles homonymes, voir Couronnement de la Vierge (homonymie).
Le Couronnement de la Vierge  est une œuvre du Greco, réalisée entre 1603 et 1605 pendant sa dernière période à Tolède. Elle a été peinte pour la chapelle majeure de l'hôpital de la Charité d'Illescas et représente le Couronnement de la Vierge.

## Histoire
Le Greco, par l'intermédiaire de son fils en 1603, obtint un contrat pour réaliser cinq tableaux dans la chapelle principale de l'hôpital de la Charité de Illescas (province de Tolède). Les tableaux correspondent à la période tardive du peintre. Ce sont L'Annonciation, Le Mariage de la Vierge qui est conservé au musée national d'Art de Roumanie, La Nativité et La Vierge de Charité. Les quatre tableaux restants sont visibles dans la chapelle majeure pour laquelle ils ont été dessinés.

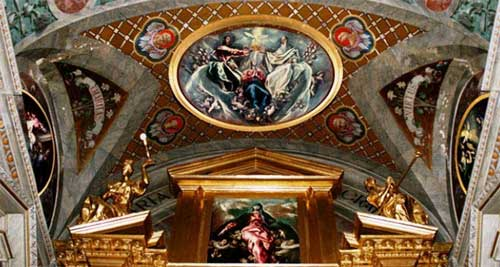
Emplacement du tableau dans la voûte centrale

## Analyse
C'est l'une des toiles les plus célèbres du Crétois. De nombreuses toiles ont été conservées, mais celle de Illescas est considérée comme l'une des plus belles de tous les Couronnements réalisés par le peintre. Cette fois, il choisit un format ovale pour situer la scène qui allait être placée dans le plafond du tour, ce qui explique également les fortes disproportions dans le corps des personnages du Père, de la Vierge Marie et du Fils, avec des grandes jambes ébauchées au premier plan et des petites têtes qu'éloignent et qui donnent profondeur au tableau. La composition est triangulaire avec un axe de bas en haut où de situent les trois personnes de la Trinité et la Vierge qui monte aux cieux aidée d'un groupe d'anges. C'est une scène où l'atmosphère céleste se convertit en personnage. Le Greco crée des cascades de nuages sur les côtés qui forment un trône où s'asseyent les personnages, soutenus par des groupes de chérubins et d'anges enfants qui volent autour et donnent mouvement à la scène.